# Oak Ridge, Kaufman County, Texas
Oak Ridge är en ort i Kaufman County i delstaten Texas, USA.